# Національний товаровиробник
Національний товаровиробник — сукупність виробників подібного товару або тих із них, сукупне виробництво яких становить основну частину всього обсягу виробництва цього товару в Україні.